# Oele
Oele ist der Hauptort des indonesischen Distrikts Rote Selatan (Regierungsbezirk Rote Ndao, Provinz Ost-Nusa Tenggara). Der Ort liegt im Westen des Distrikts. Östlich befindet sich der Musaklain, mit 444 m der höchste Berg der Insel Roti.